# Киевский муниципальный театр кукол
Киевский муниципальний академический театр кукол (укр. Київський муніципальний академічний театр ляльок) — кукольный театр в г. Киеве, расположен на левом берегу Днепра.

## История театра
Театр, как творческий самостоятельный коллектив, начал свою деятельность 31 августа 1983 года под названием Киевский городской театр кукол.
Историю театра составляют долгие годы творческой деятельности без собственного помещения — в детских садах, школах, Домах культуры и клубах. Со дня премьеры до появления у театра собственной сцены прошло 16 лет. И только в 1997 году коллектив поселился в здании бывшего кинотеатра «Ровесник», недалеко от станции метро «Черниговская», где и находится на данный момент.
За время своего существования театр объездил с постановками почти всю Украину, а также побывал с гастролями в Москве, Ленинграде, Минске, Ташкенте, Челябинске, Сочи.
Спектакли театра получали награды международных фестивалей кукольников в Югославии, Польше, Чехословакии, Швейцарии, Германии, Австрии, Португалии, Мексике, Франции.
Творческий подход и любовь к своему делу главного режиссёра и актёров театра неоднократно были отмечены наградами за лучшую режиссуру и актёрское мастерство. Коллектив театра имеет в своем активе много почётных грамот, дипломов и семь театральных премий «Киевская пектораль».
17 октября 2007 года театру был присвоен статус Академического.

## Персоналии театра

### Художественные руководители театра
- 1983—2016 — Ефремов, Сергей Иванович — народный артист Украины, Почётный президент Украинского центра Международного Союза кукольных театров UNIMA-Украина[3]
- с 2016 — Забродин, Сергей Николаевич — актёр, режиссёр театра кукол[4]

### Творческий состав
- Урицкий, Михаил Яковлевич — режиссёр-постановщик
- Задорожня, Вера Николаевна — главный художник
- Ващенко, Виктория Владимировна — художник по костюмам
- Байбак, Ольга Юрьевна — руководитель литературно-драматургической отдела

### Труппа театра
В разное время в театре работали многие известные и популярные актёры, среди которых (по алфавиту, в скобках указаны даты службы в театре):
- Андрушко, Алла Николаевна
- Базай, Дмитрий Павлович
- Балашова, Олеся Олеговна
- Блащук, Татьяна Николаевна
- Борисёнок, Любовь Павловна (с 1983)
- Борисёнок, Павел Евгеньевич
- Бортновская, Галина Павловна
- Гелена, Нина Ивановна
- Горбатенко, Оксана Васильевна
- Ермоленко, Светлана Валерьевна
- Завгородняя, Виктория Викторовна
- Казанцева, Татьяна Анатольевна
- Кучма, Ольга Ивановна
- Лемайкин, Денис Дмитриевич
- Лозовская, Александра Михайловна — Заслуженная артистка Украины
- Мельник, Александр Дмитриевич
- Молочко, Наталья Павловна
- Мысак, Пётр Иванович
- Невинский, Евгений Антонович
- Синько, Алексей Васильевич
- Смирнова, Элеонора Николаевна (1983—2012) — Заслуженная артистка Украины
- Трубецкая-Иванова, Оксана Александровна
- Фарионова, Галина Васильевна
- Фоерберг, Шарль Исаакович (1983—2014) — Заслуженный артист Украины[6]

## Репертуар
Своими работами театр вмешивается в непринужденную беседу о том, как играть сказку для детей, но самое главное, считает необходимым оглянуться назад, чтобы вспомнить добрые традиции кукольного театра, которые помогают создать неповторимую эмоциональную атмосферу спектаклей, сосредотачиваясь на чувствах ребёнка.
Спектакли театра о безграничности человеческой фантазии, о желании видеть необычное в обычном. В них наблюдаются правила игры сложные для актёров и хорошо знакомые детям, поэтому с радостью и воспринимаются маленькими зрителями.
Персонажи спектаклей сами определяют свою судьбу, имеют характеры, умеют мечтать. И это задевает в душах детей невидимые струны, наполняет их оптимизмом, верой в сказку и торжество добра и правды. Именно это делает постановки театра такими современными.
Ряд спектаклей театр работает в стиле «Open face» (англ. — открытое лицо), это когда зритель наблюдает присутствие на сцене актёра вместе с куклой, а иногда и без неё. Актёры не «прячутся» за ширмой, а играют на сцене в «живом плане».
Репертуар Киевского муниципального академического театра кукол составляют сказки народов мира. Коллектив осуществляет постановки по известным произведениям Вильгельма Гауфа, Шарля Перро, братьев Гримм, Астрид Линдгрен, Алана Александра Милна, Ханса Кристиана Андерсена, а также по произведениям известных украинских драматургов Всеволода Нестайка, Григория Усача, Ефима Чеповецкого и других авторов.
В постановках театра не существует возрастных ограничений, в зрительном зале должно быть интересно всем.
Действующий репертуар театра насчитывает более 40 спектаклей для юношества, взрослой аудитории и в первую очередь для малышей.

### Спектакли театра
- 1982 — «Добрый Хортон» Е. Чеповецкого; режиссёр Сергей Ефремов
- 1984 — «Цветик Семицветик» Г. Усача и С. Ефремова; режиссёр Сергей Ефремов
- 1985 — «Снежная королева» Н. Ланге по мотивам сказки Х. К. Андерсена; режиссёр Сергей Ефремов
- 1986 — «Ещё раз про Красную Шапочку» С. Когана и С. Ефремова; режиссёр Наталия Бучма
- 1986 — «Бегемогтик Бантик» И. и Я Златопольских; режиссёр И. Цеглинский
- 1987 — «Морозко» М. Шуриновой по мотивам русской народной сказки; режиссёр Сергей Ефремов
- 1988 — «Мышонок Мыцик» Е. Чеповецкого; режиссёр Наталия Бучма
- 1988, 30 мая — «Отважный ягнёнок» Нелли Осиповой по мотивам грузинских народных сказок; режиссёр Сергей Ефремов. Спектакль восстановлен 30 июня 2012 года
- 1991 — «Мать-олениха» Л. Улицкой по мотивам Ч. Айтматова; режиссёр Б. Асакеевой
- 1992 — «Слонёнок» Г. Владичина по мотивам Р. Киплинга; режиссёр Наталия Бучма
- 1993 — «Три поросёнка» Г. Усача и С. Ефремова; режиссёр Сергей Ефремов
- 1994 — «Всё будет хорошо» С. Ефремова и И. Уваровой по дневникам Януша Корчака; режиссёр Сергей Ефремов
- 1995 — «Котомка с песнями» В. Данилевича; режиссёр Наталия Бучма
- 1996 — «Мама для мамонтёнка» Дины Непомнящей; режиссёр Сергей Ефремов
- 1997 — «Котик и петушок» Г. Усача и С. Ефремова; режиссёр Сергей Ефремов
- 1998 — «Приключения Каштанчика» В. Орлова; режиссёр Сергей Ефремов
- 1998 — «Маленький Мук» М. Чесал; режиссёр Сергей Ефремов
- 1998 — «Ворон» К. Гоцци; режиссёр Сергей Ефремов
- 1999 — «Айболит против Бармалея» В. Коростылёв по сказке К. Чуковского; режиссёр Сергей Ефремов
- 2000 — «Бременские музыканты» Братьев Гримм; режиссёр Евгений Гимельфарб
- 2000 — «Лисичка-сестричка и Волчик-братик» В. Нестайко по мотивам украинских сказок; режиссёр Сергей Ефремов
- 2000 — «Рождественская колыбельная» Б. Бойко; режиссёр Сергей Ефремов
- 2000 — «Винни-Пух» А. Милна; режиссёр Сергей Ефремов
- 2001 — «Дикие лебеди» И. Заграевской по мотивам сказки Х. К. Андерсена; Сергей Ефремов
- 2002 — «Кошкин дом» С. Маршака; режиссёр Сергей Ефремов
- 2003 — «Малыш и Карлсон» Г. Усача по мотивам сказки А. Линдгрен; режиссёр Сергей Ефремов
- 2004, 10 апреля — «Кот в сапогах» М. Шувалова по мотивам сказки Ш. Перро; режиссёр Сергей Ефремов
- 2004, 4 сентября — «Принцесса на горошине» Натальи Бурой и Элеоноры Смирновой по мотивам сказки Х. К. Андерсена; режиссёр Сергей Ефремов
- 2005, 4 сентября — «Золушка» Светланы Куролех по мотивам сказки Ш. Перро и киносценария Е. Шварца; режиссёр Сергей Ефремов
- 2006, 9 сентября — «Буратино» А. Борисова по мотивам сказки А. Толстого; режиссёр Сергей Ефремов
- 2006, 11 ноября — «Конёк-Горбунок» П. Ершова; режиссёр Михаил Урицкий
- 2007, 3 мая — «Наталка-Полтавка» И. Котляревского; режиссёр Сергей Ефремов
- 2008, 6 апреля — «Сестрица Алёнушка и братец Иванушка» Г. Усача и С. Ефремова; режиссёр Сергей Ефремов
- 2008, 28 сентября — «Стойкий оловянный солдатик» Всеволода Данилевича по мотивам сказки Х. К. Андерсена; режиссёр Михаил Урицкий
- 2009, 24 октября — «Весёлые медвежата» Марии Поливановой; режиссёр Сергей Ефремов
- 2009, 26 декабря — «Волшебная скрипка» Сергея Ковалёва по мотивам белорусских сказок; режиссёр Михаил Урицкий
- 2010, 2 октября — «Приключения Тигрёнка» Софии Прокофьевой; режиссёр Сергей Ефремов
- 2011, 5 января — «Любовь к трём апельсинам» Виктории Сердюченко по мотивам фьябы Карло Гоцци; режиссёр Михаил Урицкий
- 2012, 10 марта — «Дюймовочка» по мотивам сказки Х. К. Андерсена; режиссёр Михаил Урицкий
- 2012, 8 декабря — «Белоснежка» Г. Усача по мотивам сказки Братьев Гримм; режиссёр Сергей Ефремов
- 2013, 1 июня — «Солнечный лучик» Атанаса Попеску; режиссёр Михаил Урицкий
- 2013, 7 сентября — «Красавица и храбрец» по пьесе М. Бартенева «Считаю до пяти»; режиссёр Михаил Урицкий
- 2014, 1 июня — «Коза-Дереза» М. Супонина; режиссёр Михаил Урицкий[8]
- 2014, 27 декабря — «Снежный цветок» С Козлова; постановка Сергея Ефремова, режиссёр Михаил Урицкий (спектакль стал лауреатом премии «Киевская пектораль» за 2014 год[9])
- 2015, 5 сентября — «Почему длинный нос у слона» по мотивам сказки Р. Киплинга; режиссёр Михаил Урицкий (спектакль стал лауреатом премии «Киевская пектораль» за 2015 год)
- 2015, 23 декабря — «Оскар» Э. Шмитта; режиссёр Михаил Урицкий[10] (признан лучшим спектаклем премии «Киевская пектораль» за 2015 год)
- 2016, 19 ноября — «Легенда о Северном сиянии» по мотивам «Северной сказки» И. Заграевской; режиссёр Михаил Урицкий[11]
- 2017, 16 сентября — «Али-Баба» мюзикл В. Смехова; режиссёр Михаил Урицкий, композитор Владимир Быстряков[12][13]
- 2017, 17 декабря — «Принцесса на крыше» Э. Фарджон; режиссёр Михаил Урицкий

## Награды и номинации
| Год  | Премия             | Категория                                | Лауреаты и номинанты                          | Результаты |
| ---- | ------------------ | ---------------------------------------- | --------------------------------------------- | ---------- |
| 1994 | Киевская пектораль | Лучший спектакль для детей               | «Всё будет хорошо»                            | Победа     |
| 1995 | Киевская пектораль | Лучший спектакль для детей               | «Котомка с песнями»                           | Победа     |
| 1998 | Киевская пектораль | Лучший спектакль для детей               | «Ворон»                                       | Победа     |
| 1998 | Киевская пектораль | Лучшее музыкальное оформление            | Лев Этингер («Ворон»)                         | Победа     |
| 2003 | Киевская пектораль | За весомый вклад в театральное искусство | Шарль Фоерберг                                | Победа     |
| 2005 | Киевская пектораль | За весомый вклад в театральное искусство | Сергей Ефремов                                | Победа     |
| 2007 | Киевская пектораль | Лучший спектакль для детей               | «Наталка-Полтавка»                            | Победа     |
| 2012 | Киевская пектораль | Лучший спектакль для детей               | «Дюймовочка»                                  | Победа     |
| 2014 | Киевская пектораль | Лучший спектакль для детей               | «Снежный цветок»                              | Победа     |
| 2015 | Киевская пектораль | Лучший спектакль драматического театра   | «Оскар»                                       | Победа     |
| 2015 | Киевская пектораль | Лучший спектакль для детей               | «Почему длинный нос у слона»                  | Победа     |
| 2015 | Киевская пектораль | Лучшая режиссёрская работа               | Михаил Урицкий («Оскар»)                      | Победа     |
| 2015 | Киевская пектораль | Лучшая женская роль                      | Юлия Шаповал (Розовая дама)                   | Номинация  |
| 2015 | Киевская пектораль | Лучшая сценография                       | Николай Данько («Почему длинный нос у слона») | Победа     |
| 2015 | Киевская пектораль | Лучшее пластическое решение спектакля    | Татьяна Чичук («Почему длинный нос у слона»)  | Номинация  |

## Факты
Директора театра Вячеслава Борисовича Старшинова 10 апреля 2015 года зарубили топором в Днепровском районе Киева